# 제3회 아카데미상
제3회 아카데미상은 1930년 11월 5일에 열린 시상식이다. LA 빌트모어 호텔에서 개최되었으며 사회자는 콘라드 나이젤이다.

## 후보 및 수상

### 작품상
- 서부 전선 이상 없다 - 칼 리믈 주니어 수상
- 러브 퍼레이드 - Paramount Famous Lasky
- 디즈레일리 - 잭 L. 워너
- 이혼녀 - 로버트 Z. 레너드
- 빅 하우스 - Cosmopolitan

### 남우주연상
- 디즈레일리 - 조지 알리스 수상
- 빅 하우스 - 월레스 비어리
- 빅 폰드 - 모리스 슈발리에
- 불독 드럼몬도 - 로널드 콜먼
- 컨뎀드 - 로널드 콜먼
- 그린 가디스 - 조지 알리스
- 러브 퍼레이드 - 모리스 슈발리에
- 로그 송 - 로렌스 티벳

### 여우주연상
- 이혼녀 - 노마 셔러 수상
- 안나 크리스티 - 그레타 가르보
- 데블스 홀리데이 - 낸시 캐롤
- 로맨스 - 그레타 가르보
- 사라와 아들 - 러스 채터슨
- 데어 원 디자이어 - 노마 셔러
- 트레스퍼서 - 글로리아 스완슨

### 감독상
- 서부 전선 이상 없다 - 루이스 마일스톤 수상
- 안나 크리스티 - 클라렌스 브라운
- 이혼녀 - 로버트 Z. 레너드
- 할렐루야 - 킹 비더
- 러브 퍼레이드 - 에른스트 루비치
- 로맨스 - 클라렌스 브라운

### 각본상
- 빅 하우스 - 프란세스 마리온 수상
- 서부 전선 이상 없다 - 조지 애봇
- 디즈레일리 - 줄리엔 조셉슨
- 이혼녀 - 존 미한
- 스트리트 오브 찬스 - 하워드 에스터브룩

### 촬영상
- 위드 버드 앳 더 사우스 폴 - 조셉 T. 럭커 수상
- 서부 전선 이상 없다 - 아서 에드슨
- 안나 크리스티 - 윌리엄 H. 다니엘스
- 지옥의 천사들 - 토니 고디오
- 러브 퍼레이드 - 빅터 밀너

### 미술상
- 킹 오브 재즈 - 허먼 로시 수상
- 불독 드럼몬도 - 윌리엄 캐머런 멘지스
- 러브 퍼레이드 - 한스 드레이어
- 샐리 - 잭 오케이
- 베가본드 킹 - 한스 드레이어

### 음향믹싱상
- 빅 하우스 - 더글러스 쉐러 수상
- 케이스 오브 서전트 그리샤 - 존 E. 트리비
- 러브 퍼레이드 - 프랭클린 한센
- 라플스 - 오스카 라거스트롬
- 팬텀 라이더스 - 조지 그로브스